# Trematocara macrostoma
Trematocara macrostoma е вид лъчеперка от семейство Цихлиди (Cichlidae).

## Разпространение
Видът е разпространен в Демократична република Конго, Замбия и Танзания.